# James Crawford
Pour les articles homonymes, voir James Crawford (homonymie) et Crawford.
James « Sugar Boy » Crawford, Jr. (La Nouvelle-Orléans 12 octobre 1934 - La Nouvelle-Orléans 25 septembre 2012) est un musicien Néo-Orléanais de rhythm and blues. Il est l'auteur de Jock-A-Mo, un hit recréé par la suite sous le titre Iko Iko par The Dixie Cups et enregistré par de nombreux artistes dont Dr. John, The Belle Stars, Grateful Dead et Cyndi Lauper.

## Biographie
Tout d'abord au trombone, Crawford forma un groupe avec le DJ local Doctor Daddy-O nommé The Chapaka Shawee (« Nous ne sommes pas des ratons laveurs » en créole louisianais), du titre d'un morceau instrumental qu'ils jouaient. Signé par Leonard Chess, le président de Chess Records, le groupe fut renommé Sugar Boy and his Cane Cutters.
Bien que sa chanson Jock-A-Mo soit devenue un standard du carnaval de La Nouvelle-Orléans, Crawford s'est retiré de la scène. Dans une interview au magazine OffBeat, il raconte la fin brutale de sa carrière en 1963, après avoir été battu aux mains par un state trooper, ce qui l'a immobilisé pendant deux ans et l'a forcé à quitter l'industrie musicale. En 1969, il décida de ne chanter qu'à l'église.
Crawford est invité en 1995 sur l'album Let Them Talk de son petit fils Davell Crawford. Il fit quelques apparences sur scène avec Davell, dont une au New Orleans Jazz & Heritage Festival en 1996, et plus récemment au septième Ponderosa Stomp (en) en avril 2008.
En 2012, il fit une apparition dans la série télévisée de HBO de David Simon Treme, où il interprète un gospel. Il est mort au Canon Hospice quelques mois après la diffusion de cet épisode, le 25 septembre 2012.